# Neoclytus scenicus
Neoclytus scenicus là một loài bọ cánh cứng trong họ Cerambycidae.